# قرية لعوينات
قرية لعوينات  هي بلدية في ولاية الحوض الغربي في موريتانيا . 
تعتمد  البلدية  على الرعي و التجارة .